# Transformação de Möbius
Em geometria, uma transformação de Möbius é uma função da forma:
{\displaystyle f(z)={\frac {az+b}{cz+d}}}
de uma variável complexa z, e onde os coeficientes a, b, c, d são números complexos que verificam que ad − bc ≠ 0.
Geometricamente uma transformação de Möbius pode ser descrita aplicando a projeção estereográfica inversa do plano para a esfera unitária, movendo e girando a esfera para uma nova posição e orientação no espaço e, em seguida, aplicando uma projeção estereográfica para mapear da esfera de volta para o plano.
Tais transformações são conformes e portanto preservam ângulos. Também, transformam linhas em circunferências e vice-versa.

## Transformações de möbius simples e composições
Uma transformação de Möbius pode ser descrita como a composição de uma sequência de funções simples.
As seguintes transformações também são transformações de Möbius:
- {\displaystyle f(z)=z+b\quad (a=1,c=0,d=1)} é uma translação.
- {\displaystyle f(z)=az\quad (b=0,c=0,d=1)} é uma combinação de uma homotetia (escalonamento uniforme) e uma rotação. Se {\displaystyle |a|=1}, então é uma rotação; se {\displaystyle a\in \mathbb {R} }, então é uma homotetia.
- {\displaystyle f(z)=1/z\quad (a=0,b=1,c=1,d=0)} é uma inversão e uma reflexão em relação ao eixo real.

### Composição de Transformações Simples
Se {\displaystyle c\neq 0}, definimos:
- {\displaystyle f_{1}(z)=z+d/c\quad } (translação por d/c)
- {\displaystyle f_{2}(z)=1/z\quad } (inversão e reflexão em relação ao eixo real)
- {\displaystyle f_{3}(z)={\frac {bc-ad}{c^{2}}}z\quad } (homotetia e rotação)
- {\displaystyle f_{4}(z)=z+a/c\quad } (translação por a/c)

Então, essas funções podem ser compostas, mostrando que, se{\displaystyle f(z)={\frac {az+b}{cz+d}},}temos{\displaystyle f=f_{4}\circ f_{3}\circ f_{2}\circ f_{1}.}Em outras palavras, podemos reescrever como{\displaystyle {\frac {az+b}{cz+d}}={\frac {a}{c}}+{\frac {e}{z+{\frac {d}{c}}}}} onde{\displaystyle e={\frac {bc-ad}{c^{2}}}.}Essa decomposição torna muitas propriedades da transformação de Möbius evidentes.